# 이인관

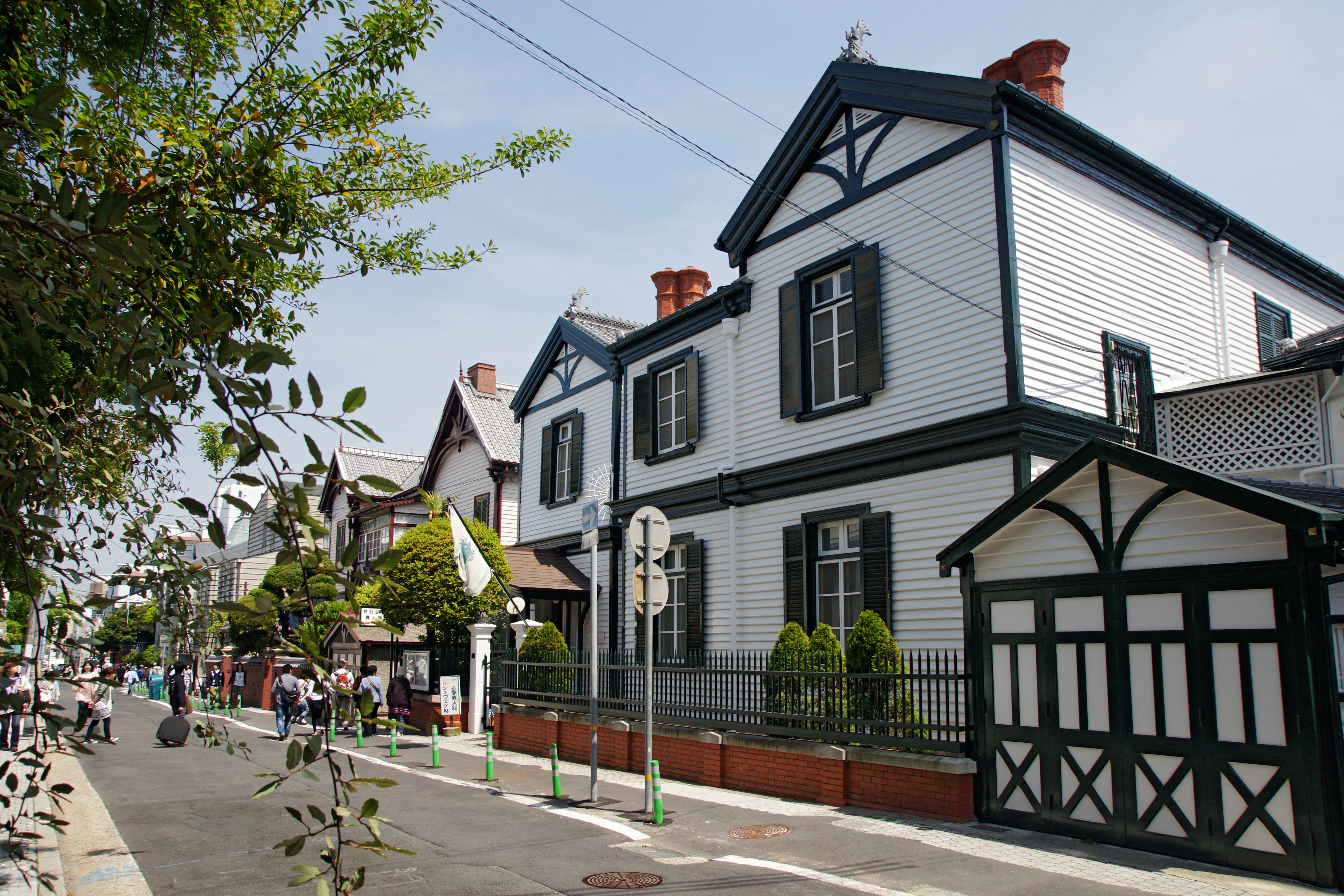
기타노이진칸 거리의 이인관

이인관(일본어: 異人館 이진칸[*])은 막부 말기, 메이지 시대에서 주로 서양 사람이 거주하려고 지은 서양식 건물이다. 현재에는 주로 효고현 고베시에 있는 기타노이진칸 거리에 많이 남아있다.